# فتح محمد
فتح محمد (انگلیسی: Fatah Mohammed؛ زادهٔ ۹ اکتبر ۱۹۵۰) بازیکن فوتبال اهل عراق بود.
وی همچنین در تیم ملی فوتبال عراق بازی کرده‌است.